# Gécamines
La Gécamines, ou Société générale des carrières et des mines (GCM), fondée en 1972 et successeur de l'Union Minière du Haut-Katanga, est une société commerciale de droit privé détenue à 100 % par l’État de la république démocratique du Congo, qui concentre ses activités autour de la prospection, la recherche et l’exploitation de réserves minières dans l’ancienne province du Katanga.
Gécamines est historiquement basée à Lubumbashi, dans la province du Haut-Katanga.
Les exploitations minières du Katanga, situées sur de vastes gisements miniers de la Copperbelt, ont fait de la Gécamines le poumon économique d'une série d’États qui ont donné l'actuelle république démocratique du Congo. Elle est créée en 1967 pour remplacer la société belge l'Union minière du Haut Katanga (UMHK), et emploie aujourd'hui 8 500 personnes[Quand ?] travaillant au sein de plusieurs sites industriels et concessions dont les sièges sont à Lubumbashi, Likasi (à 120 km de Lubumbashi) et Kolwezi (à près de 300 km de Lubumbashi).
La Gécamines et les entreprises qui l'ont précédée ont été économiquement et politiquement dominants dans la région et dans la province du Katanga, source de la fortune minière de Kolwezi et longtemps présente « de la vie à la mort » pour la plupart des Katangais.

## Histoire

### Origines de l'exploitation minière au Katanga
Les origines de la Gécamines remontent aux débuts de la prospection et de l'exploitation minière par les Européens sur le territoire de l'actuelle république démocratique du Congo (RDC). Le 22 mars 1789, l’explorateur portugais José de Lacerda rédige un rapport qui mentionne l'existence de mines de cuivre et d’or possédées par un chef du nom de Cazembe, en guerre selon lui avec un autre chef dont la terre produisait du cuivre jaune. En 1806, Burton et Speke (1858) et Cameron (1874), signalent à leur tour l'existence de ces mines. En 1893, après quatre expéditions menées par Lucien Bia, Émile Francqui et Paul Le Marinel, le géologue Jules Cornet établit la carte minéralogique du Katanga.
À la fin du XIXe siècle, la Société générale de Belgique prospecte les ressources minières du Bassin du Congo. Elle s'associe avec l'homme d'affaires belge Albert Thys, arrivé dans l'État indépendant du Congo depuis 1887 et fondateur de la Compagnie du Congo pour le commerce et l'industrie (CCCI), dont la Société générale de Belgique était l'actionnaire principal.
Avec la CCCI, Thys crée la Compagnie du Katanga le 15 avril 1891. Il explore le Katanga avec Jules Cornet, qui y découvre un potentiel minier remarquable pour le cuivre.
Au même moment, l'homme d'affaires anglais Cecil Rhodes lance une exploration du Katanga, financé par Robert Williams, qui vient lui du secteur des diamants. Le 20 janvier 1899 à Londres, ils créent ensemble la Tanganyika Concessions Limited (TCL), dont Rhodes confie la direction à Robert William (qui en est aussi administrateur).
La Compagnie du Katanga de Thys doit se substituer à l'État pour explorer les gisements de la région et étudier leurs potentialités minières. Elle obtient en compensation de ce travail de prospection une concession exclusive pour l'exploitation des ressources minières égale à un tiers de toute la région pour une durée de 99 ans.
Pour répondre à la difficulté de cadastrer une telle surface, une compagnie ad hoc, le Comité spécial du Katanga (CSK), est créée le 19 juin 1900 pour gérer les terrains privés et de l’État. Celui-ci en est actionnaire (pour les 2/3 des parts) et la CSK pour 1/3.
Le 8 décembre 1900, Robert Williams signe un accord avec le CSK, qui lui permet ainsi qu'à la TLC d'explorer le Katanga durant cinq ans. Sa prospection géologique débute en 1900 et permet de mettre au jour une grande partie des gisements encore exploités en 2013, c'est-à-dire plus d'un siècle plus tard par Gécamines.

### De l'UMHK à la Gécamines
Le 30 octobre 1906 naît l'Union minière du Haut Katanga (UMHK) de la fusion d'une compagnie fondée par le roi des Belges Léopold II cette même année et de la Tanganyika Concessions Ltd (TCL). Cette dernière avait été également créée par Léopold II en concertation avec Jean Jadot de la Société générale de Belgique et Hubert Droogmans (secrétaire général du département des finances de l'État indépendant du Congo).
La Société générale de Belgique et la TCL deviennent les deux actionnaires de l'UMHK à parts équivalentes, le Comité spécial du Katanga étant cosignataire. Ces trois entités disposaient chacune d'un secrétaire général dans la société. L'UMHK abonde au capital et en échange obtient l'accès aux rapports et documents rédigés par les géologues, ainsi que les études d'investissements. L'exploitation commence cette même année 1906. Le Katanga appartenant au Congo belge, la nouvelle société est dirigées de Bruxelles d'où le conseil d'administration transmet ses directives au président du comité de direction d’Élisabethville et à un représentant de l'Administration centrale basé au Congo.
Une usine de traitement des minerais riches oxydés par fusion réductrice est construite en 1909. La société bénéficie de l'énergie hydroélectrique fournie par 4 centrales proches exploitées par des filiales de l'UMHK, comme la Société générale des forces hydroélectriques du Katanga (SOGEFOR). Les ventes de minerais sont réalisées par un intermédiaire, la Société générale des minerais, qui est en fait affiliée à l'UMHK.
Lorsque l'indépendance du pays se précise, Louis Wallef, jusqu'ici administrateur, est nommé directeur de l'UMHK en 1959. Il devient vice-président en 1963, puis président en 1965 jusqu'à la nationalisation de l'entreprise entre 1966 et 1967.

### De la nationalisation à la privatisation de la Gécamines (2010)
En 1967, l'Union minière du Haut Katanga (UMHK) est évincée par la nationalisation de ses installations congolaise ordonnée par le président Mobutu. La Générale Congolaise des Minerais (GECOMIN) est ainsi fondée afin de reprendre ses activités. En 1970, la GECOMIN devient la Générale Congolaise des Mines (GÉCOMINES), puis en 1972 la Générale des Carrières et des Mines (GÉCAMINES),.
En 1984, le groupe évolue vers une holding à trois filiales : Gécamines exploitation, Gécamines commerciale et Gécamines développement . En 1995, ces filiales sont regroupées au sein de la Gécamines.
Par les taxes qu'elle a versé à l’État elle a été la principale source de revenus du pays, avec jusqu'à 368 millions de dollars versés en impôts, taxes et droits divers en 1988. La Gécamines, via sa filiale Sino-Congolaise des Mines (SICOMINES) a aussi financièrement investi dans les infrastructures routières du pays (grands chantiers des grands travaux du Gouvernement de la République).
Une crise affectant le secteur minier katangais dans les années 1990 et le contexte de guerre civile dans le pays entre 1996 et 2002 ont entraîné des difficultés pour la Gécamines, se traduisant par des retards de paiement du personnel de près de 36 mois de rémunération avec perte d'autres avantages acquis, et un retard de 56 mois de versement de pension alimentaire pour le personnel. 
Le manque d'entretien des infrastructures a également été, à partir des années 1970, a causé une perte de la production minière de l'entreprise, jusqu'à l'effondrement au début des années 1990. 
La Banque mondiale a alors apporté des financements. 
En 2002, à l'issue de la deuxième guerre du Congo, un Code minier définissant les règles du secteur minier est adopté. Le secteur est libéralisé en 2003. Ce Code comporte notamment des exonérations fiscales pour les investisseurs du secteur minier. Il impose pour la première fois aux industries minières de mettre en place des projets de développement durable pour les communautés affectées par leurs activités minières, avec le soutien de l'Organisation des Nations unies et de l'UNICEF en faveur de la responsabilité sociale des entreprises.
La Gécamines se présente alors comme une entreprise publique en cours de transformation en une société commerciale dont l'État demeure encore l'unique actionnaire. Au terme du processus de transformation, son capital sera ouvert aux privés. 
En difficultés économiques, la Gécamines est placée par la Banque mondiale sous le régime de contrat de gestion à objectif. Celui-ci est confié à la Société française de réalisation et de construction (SOFRECO) conjointement avec les mandataires nationaux sélectionnés par le comité de pilotage et de restructuration des entreprises publiques (COPIREP) dans le cadre d'un programme de restauration mené de 2006 à 2008. L'avocat canadien Paul Fortin est nommé administrateur directeur général de la Gécamines. Celle-ci mise sur un partenariat avec la Chine pour relancer la production de l'entreprise. Les activités de production de la Gécamines sont développées dans les trois groupes : Ouest (Kolwezi), Centre (Likasi) et Sud (Lubumbashi).
En 2009, Paul Fortin présente sa démission de la direction de la Gécamines.

### Depuis 2010, modernisation et corruption
En 2010, la Gécamines devient une société commerciale de droit privé. L’homme d’affaires et financier congolais Albert Yuma, par ailleurs président de la Fédération des entreprises du Congo depuis 2014, est nommé président du conseil d'administration de la Gécamines, pour donner à l'entreprise une gestion de type privée et rétablir la situation de la société. Il met en place un plan de développement de la Gécamines sur cinq ans pour relancer l’entreprise à travers la mise en place de joint-ventures avec des partenaires internationaux, la modernisation des techniques de production pour reconstruire la capacité industrielle de l'entreprise, la maîtrise de l'endettement et la réduction du nombre de salariés.
Mi-2012, la compagnie est encore en difficulté, mais sa direction insiste sur le fait qu'elle a « pour la première fois depuis 20 ans, dépassé le seuil de 20 000 tonnes de production de cuivre pour atteindre en 2012, 35 000 tonnes » et qu'elle reste « le premier contributeur au budget de l’Etat pour l’exercice 2012 concernant le secteur minier » (35,6 millions de dollars en 2011 et 207 millions en 2012). La Gécamines a réussi à trouver 270 millions de dollars prêté par la Banque sud-africaine de développement pour soutenir son plan de relance
Albert Yuma présente en 2016 un plan de relance visant à maîtriser l’endettement de la Gécamines, à limiter ses coûts de fonctionnement et à moderniser l’entreprise en investissant 717 millions de dollars jusqu’à 2020 grâce à l’augmentation de la production,. Le 23 décembre 2017, le directeur général de la Gécamines Jacques Kamenga annonce le lancement des travaux de construction de deux nouvelles usines de production de cuivre et de cobalt dans le Lualaba à Kolwezi et à Kambove en 2018 pour parvenir à cet objectif.
En mars 2018, une révision du Code minier modifie et complète les dispositions de l’ancien code de 2002 qui avait ouvert la voie à la libéralisation du secteur. Cette refonte du droit minier modifie les dispositions légales applicables en matière de prospection et vise en particulier à contrôler davantage les entreprises minières internationales installées en République démocratique du Congo et à accroître les recettes fiscales de l’État congolais dans un contexte de hausse des cours du cobalt. Il reçoit le soutien de la Gécamines et du président de son conseil d’administration Albert Yuma, pour qui le nouveau code permettra de conclure des partenariats plus égalitaires avec d’autres entreprises internationales,.
En avril 2018, la Gécamines annonce la signature d’un accord pour la construction de deux usines de traitement des minerais à Kambove et Lubumbashi pour exploiter le gisement de cuivre de Deziwa avec la firme chinoise China Nonferrous Metal Mining Group (en) (CNMC) pour un total de 880 millions de dollars. Ce partenariat, basé sur la conception, la construction et le fonctionnement d’usines de traitements de minerais et intégralement financé par l’entreprise partenaire préfigure selon Gécamines le nouveau type de partenariat que la société congolaise souhaite conclure pour accroître sa production. Dans sa première phase, le projet entend produire 80 000 tonnes de cuivre avec l’ambition d’atteindre 200 000 tonnes dans une deuxième phase. 
Le 20 avril 2018, la Gécamines assigne en justice la société anglo-suisse de courtage de matières premières Glencore, avec laquelle l'entreprise congolaise détient une coentreprise, la Kamoto Copper Company (KCC). Gécamines dénonce la non-reconstitution des fonds propres de KCC et l’endettement de la société auprès de Glencore à des taux plus élevés que ceux auxquels celle-ci emprunte. Les 12 et 13 juin, chacune des deux parties publie un communiqué annonçant la conclusion d’un accord et d’un "nouveau partenariat gagnant-gagnant",. 
Le 25 juin 2018, la Gécamines inaugure une nouvelle étape dans sa modernisation pour s’adapter aux nouveaux standards de l’industrie minière internationale. L’entreprise annonce l’adoption par son conseil d’administration d’un plan de transformation interne en deux axes, élaboré avec le cabinet d’audit financier et de conseil EY, comprenant la décentralisation de la gestion des activités minières par le biais de la création de business units, et la transformation du management, notamment via le rajeunissement des membres de l’équipe dirigeante. Gécamines modifie également la gestion de ses équipes en interne à travers la création d’une réserve opérationnelle pour faciliter le redéploiement de ses équipes sur de nouveaux projets.
En parallèle, la Gécamines annonce poursuivre la modernisation de ses infrastructures avec la fermeture de ses sites les plus anciens, la modernisation des usines de production de cuivre et de cobalt de Shituru et Kamfundwa, et la construction d’une usine de lixiviation en tas à Panda, dans la province du Haut-Katanga.
La relation entre le nouveau président Félix Tshisekedi et son prédécesseur Joseph Kabila, dont Yuma est très proche, se dégrade fortement fin 2020. Yuma est aussi critiqué par des ONG pour des détournements de fonds à la Gécamines et est cité dans l'enquête Congo Hold-Up. Yuma est ainsi l'actionnaire de la société Egal qui est accusée d'avoir détourné 43 millions de dollars au profit de Kabila et de ses proches. Plus largement, Yuma est critiqué par des ONG pour la gestion de la Gécamines qui aurait signé des accords douteux ou n'aurait pas reversé à l'État ses revenus. Ces malversations sont estimées à plusieurs milliards de dollars américains. L'Inspection générale des finances (IGF) enquête ainsi sur Yuma et la Gécamines à partir de septembre 2021.
En décembre 2021, le président Tshisekedi évince Albert Yuma de la présidence de la Gécamines et nomme Alphonse Kaputo Kalubi à sa place,. L'enquête de l'IGF porte sur la période 2010-2021, période où Yuma présidait la Gécamines et cherche à retrouver la destination de 591 millions de dollars perçus par la Gécamines.
En janvier 2025, une information judiciaire est ouverte à la suite du rapport de l'IGF de 2020. Le rapport pointe plus de 300 millions de dollars pour lesquels il n'est pas possible de trouver de trace comptable de leur décaissement.

## Activités
Les minerais exploités par la Gécamines sont le cuivre et le cobalt. 
Après avoir connu une baisse conséquente de la production de minerai dans les années 1990 et 2000, la Gécamines ambitionne en 2018, de relever son niveau de production au-delà des 36 000 tonnes de cuivre et 1 500 tonnes de cobalt d’ici 2020, et au niveau de 10 000 tonnes de cobalt par an d’ici cinq ans,.
Avec l'aide de la Banque mondiale et d'autres banques privées, et via de nombreux partenariats construits avec d'autres entreprises (ex : Kababankola Mining Company, Kingamyambo Musonoi Tailings et Société minière de Bakwanga au Kasaï-Occidental), et dans le cadre d'une bonne gouvernance en république démocratique du Congo, la Gécamines espère retrouver des capacités de production équivalentes à celles de la fin des années 1980[réf. souhaitée].
La Gécamines porte aussi le projet de création d’un technopôle en relation avec des instituts de recherche qui inclura la production d’autres métaux comme l'antimoine, le germanium, le gallium et l'indium.

### Mines
- Kakanda/Kambove (cuivre) partagée avec l'International Panorama Resources Corporation
- Kamfundwa (cuivre) partagée avec la Harambee Mining Corporation et la Sogemin, ; les minerais de cette mine sont enrichis au concentrateur de Kambove puis  traités dans les usines hydrométallurgiques de Shituru pour extraction du cuivre et cobalt.
- Kamoto (cuivre)
- Katamanda (mine de cuivre et de cobalt)
- Kipushi (cuivre, or et zinc) partagée avec l'Adastra Minerals Inc et la Zinc Corporation of SA Ltd
- Kolwezi (minerais de cuivre en remblais du groupe Ouest, enrichis au concentrateur de Kolwezi puis  traités dans les usines hydrométallurgiques de Shituru pour extraction du cuivre et cobalt)
- Kov (cuivre)
- Tenke Fungurume (cuivre, cobalt) partagée à 45 % avec la Tenke Mining Corporation

### Raffineries
- Lubumbashi

### Fonderies
- Shituru (avec nouvelle usine à acide pour le "Groupe Centre").

### Sites en projet
- Kolwezi (usine de cuivre et de cobalt)
- Kambove (usine de cuivre et de cobalt en partenariat avec China Nonferrous Metal Mining Group (en))
- Panda (ouverture d'une usine de lixiviation en tas fin 2018)

## Organisation
Depuis sa privatisation en 2010, la Gécamines est une société commerciale de droit privé organisée en Société à responsabilité limitée (SARL). Elle est dirigée par un Conseil d’administration composé de sept membres, par une assemblée générale et par un directeur général.

### Conseil d'administration
Composé de 7 membres, le Conseil d’administration de la Gécamines est dirigé entre 2010 et 2021 par Albert Yuma, puis par Alphonse Kaputo Kalubi. Il est remplacé en février 2023 par Guy Robert Lukama Kuzi.

### Direction générale
Placide Kala Basidiwa, est nommé directeur général de la gecamines par ordonnance présidentielle du 25 février 2023 .

### Plan de transformation interne
Le plan de réorganisation de Gécamines adopté par le Conseil d’administration de l’entreprise le 25 juin 2018 vise à moderniser l’organisation interne de la société minière pour  « retrouver le chemin de la croissance et des profits, tout en préservant ses valeurs et l’expression de la responsabilité sociale qui lui incombe ». Celui-ci, élaboré avec le cabinet EY, repose notamment sur la réorganisation de l’organigramme de l’entreprise, articulé autour d’une gestion décentralisée basée sur une logique d’unités productives, responsabilisées et autonomes dans leur gestion courante et un rajeunissement progressif de l’équipe dirigeante.
Le plan de transformation interne inclut également la création d’une réserve opérationnelle afin d’améliorer l’affectation des équipes selon les besoins de chaque site de l’entreprise pour rationaliser la gestion des ressources humaines.

## Données statistiques

### Production de cuivre
- 1986 : 476 000 t[41] ;
- 1989 : 440 848 t ;
- 1990 : 376 000 t ;
- 1991 : 240 000 t ;
- 1994 : 32 412 t ;
- 2001 : 27 507 t ;
- 2002 : 21 186 t ;
- 2003 : 16 172 t ;
- 2005 : 17 000 t ;
- 2006 : 24 000 t ;
- 2008 : 26 051 t ;
- 2012 : 35 000 t[42].

### Production de zinc
- 1986 : 64 000 t ;
- 1989 : 54 043 t ;
- 1991 : 30 000 t ;
- 1994 : 2 515 t ;
- 2008 : 13 523 t.

### Production de cobalt
- 1986 : 14 500 t ;
- 1991 : 9 800 t ;
- 1994 : 3 631 t ;
- 2001 : 3 463 t ;
- 2002 : 1 780 t ;
- 2003 : 1 200 t ;
- 2008 : 690 t[43].

### Cadres étrangers
- 1981 : 1 052 ;
- 1983 : 849 ;
- 1985 : 587 ;
- 1987 : 388 ;
- 1989 : 298 ;
- Septembre 1991 : 244.

## Responsabilité sociale

### Infrastructures scolaires
La Gécamines a mis en place des infrastructures scolaires fréquentées en 2013 par 41 670 élèves au sein de cent-onze écoles, allant de la maternelle à l’enseignement secondaire général et secondaire technique en cycle long (math-physique, électronique, mécanique générale, commercial-information, biochimie, mécanique auto, chimie industrielle, électricité) et en cycle court (mécanique entretien, métallurgie, mines et coupe et couture). Le réseau d’éducation de la Gécamines est l’un des plus importants après le réseau officiel dans la province cuprifère.

### Infrastructures médicales
La Gécamines dispose aussi de structures médicales d’une capacité de 1320 lits. Ses hôpitaux sont reconnus par le ministère de la Santé publique de la République démocratique du Congo comme des références dans leurs zones de santé respectives.
- 6 hôpitaux
- 6 cliniques
- 26 dispensaires
- 17 permanences de médecine du travail
- 2 instituts techniques médicaux

### Activités agricoles
Pour nourrir les ouvriers et leurs familles, la Gécamines possède un secteur agropastoral divisé en 3 principaux domaines agricoles de 4 500 hectares cultivés par des agriculteurs partenaires, avec trois minoteries (à Lubumbashi, Likasi et Kolwezi) produisant huiles et farine.
L'exploitation est aujourd'hui subdivisée en trois groupes au sein de la société Gécamines 
1. Sud (Lubumbashi) ;
2. Centre (Likasi) ;
3. Ouest (Kolwezi).

### Sport
La compagnie a permis le développement du rugby dans la région du Katanga en finançant les clubs locaux. (voir Rugby en République démocratique du Congo )

## Partenariats
En février 2018, la Gécamines était partenaire minoritaire de 12 joint-ventures, représentant un volume global de 32 millions de tonnes de cuivres et près de 3 millions de tonnes de cobalt.
- China Nonferrous Metal Mining Group (en) (projet de développement du gisement de cuivre de Deziwa)
- Glencore (gestion de la Kamoto Copper Company en coentreprise)
- Groupe George Forrest (cogestion de la Société de traitement de terril de Lubumbashi / Groupement pour le traitement du terril de Lubumbashi)

Dans un contexte de conflits internes et régionaux et en raison d’un sous-investissement chronique à partir de 1995, la Gécamines avait cédé ses principaux actifs industriels et miniers à des groupes miniers internationaux, se traduisant par une baisse de sa production.
Dans l’esprit du nouveau Code minier de la République démocratique du Congo adopté en mars 2018, la Gécamines a annoncé vouloir conclure de nouveaux partenariats plus égalitaires en augmentant la part de l’État et « l’implication réelle et croissante des cadres congolais ».
En février 2018, le président de Gécamines, Albert Yuma, a présenté la mise en place d’une nouvelle forme de partenariat, fondée sur la base d’un contrat d'amodiation, initiée dans le cadre de sa co-entreprise avec la firme China Nonferrous Metal Mining Group (en). Conclus pour une durée limitée, ces partenariats reposent sur l’ouverture du capital des projets miniers à un partenaire international chargé d’assurer les besoins de financement initiaux,,.

### Société minière de Deziwa
La Société Minière Deziwa SAS est une coentreprise basée à Kolwezi, détenue par la Gécamines à 49 % et par la firme chinoise China Nonferrous Metal Mining Group (en) à 51 %, qui a pour objectif de développement du gisement de cuivre et de cobalt de Deziwa.
Celle-ci est le fruit du rapprochement opéré entre la Gécamines et CNMC depuis la signature d’un accord de coopération stratégique le 23 juin 2015 à Lubumbashi,. En février 2016, les deux entreprises concluent un accord relatif à la construction de deux usines métallurgiques modernes à Kambove et à Kolwezi. Le 8 juin de la même année, Albert Yuma, président de la compagnie nationale, annonce la création d’une joint-venture pour exploiter le gisement de cuivre de Deziwa, dont les réserves sont estimées à 5 millions de tonnes de cuivre. Le gisement était exploité jusqu’alors par la Société minière de Deziwa et par Ecaille C (Somidec), co-entreprise détenue à 32 % par Gécamines avec Platmin Congo, filiale du groupe Copperbelt Minerals, rachetée en totalité par la firme congolaise en 2013. En avril 2018, CNMC confirme l’investissement de 880 millions de dollars américains dans la Société minière de Deziwa, exploitant la mine ouverte et les deux nouvelles usines métallurgiques en construction. Le projet prévoit d’atteindre une production finale de 8 000 tonnes de cobalt et de 80 000 tonnes de cuivre par an dès 2020, avant de parvenir au stade de 200 000 tonnes de cuivre dans une deuxième phase,.
L’investissement, qui prévoit l’exploitation de gisement et la construction des usines de première transformation, sera remboursé sur la production, permettant à Gécamines de monter progressivement au capital. L’accord de partenariat prévoit que Gécamines deviendra à terme le pilote opérationnel de la Société minière.

## Actionnariat
Gécamines est une société commerciale de droit privée appartenant à 100 % à l'État de la République démocratique du Congo.